# Norsk Hydro

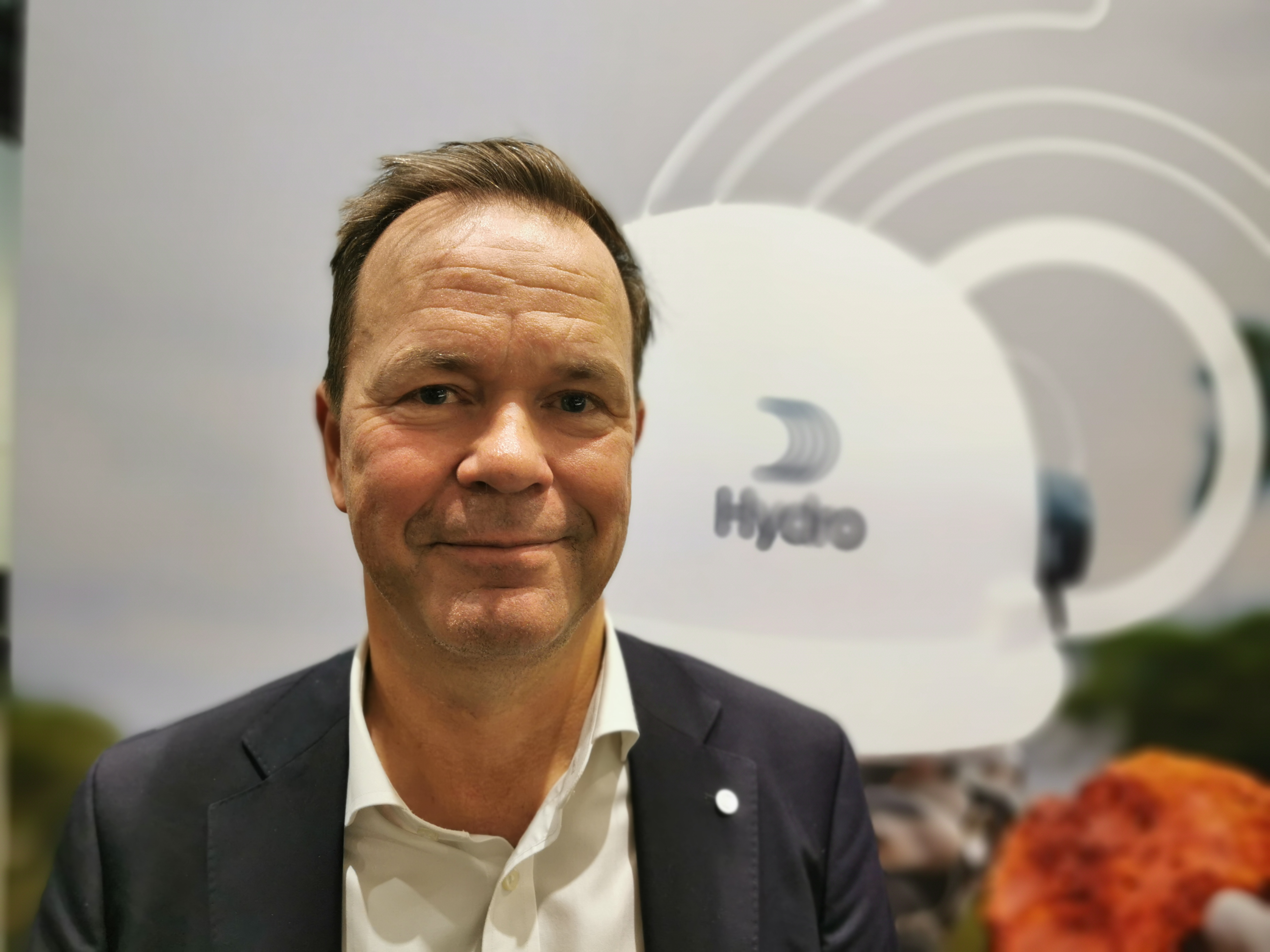
Eivind Kallevik at ALUMINUM 2024

La Norsk Hydro è una compagnia con una forte presenza dello stato norvegese (43,82%), prevalentemente incentrata sulla produzione di alluminio.

## Storia

### Gli inizi nel settore fertilizzanti
L'azienda è stata fondata il 2 dicembre 1905 come Norsk idro-elektrisk Kvælstofaktieselskab (azoto idroelettrico norvegese) da Sam Eyde, per sfruttare una tecnologia per produrre i fertilizzanti artificiali partendo dall'azoto presente nell'aria. La tecnologia era stata sviluppata dallo scienziato norvegese Kristian Birkeland, che originalmente ha inteso usarlo nella costruzione di un cannone elettrico. Il fertilizzante era una spinta per la produzione agricola in Europa, alla fine del XIX secolo non sufficiente per la popolazione.
La prima fabbrica dell'Hydro è stata costruita a Notodden (aperta nel 1907) e seguita da un'altra a Rjukan, Tinn (aperta nel 1911). Nel 1930 aprì  un impianto a Herøya presso Porsgrunn, porto di spedizione per il fertilizzante così come un punto per importare il calcare, mentre nel 1936 si iniziò a produrre fertilizzanti a Herøya. Inoltre, aprì una ferrovia (Rjukanbanen) che collega Rjukan con Hærøy.
Durante la seconda guerra mondiale, l'impianto di Rjukan era l'unico in Europa che producesse l'acqua pesante, e conseguentemente fu l'obiettivo di parecchie incursioni aeree e di azioni dei British Commandos, tra cui il Raid del Telemark, che infine provocarono la distruzione e la ricostruzione successiva degli impianti. Questa storia è stata ritratta nel film di Anthony Mann Gli eroi di Telemark.

### Alluminio
L'Hydro è una delle più grandi aziende integrate dell'alluminio, la quarta al mondo. In Norvegia, l'Hydro ha impianti a Karmøy, Høyanger, Årdal, Sunndalsøra, Holmestrand e Raufoss. La società, inoltre, ha impianti situati all'estero. I suoi prodotti vanno dai profili ai laminati di alluminio, e per i clienti finali vengono realizzati svariati prodotti tra cui Tetra Pak, padelle e pentole, lattine, radiatori, condensatori elettronici, pannelli solari, profili per bracci meccanici, componenti per il settore automotive, lastre per la stampa (litografia), contenitori da cucina, alluminio per cucina, tappi, blister per il settore farmaceutico, tappi per yogurt, carta che si trova nei pacchetti delle sigarette, lastre che vengono usate nel settore edilizia per facciate a vista, pannellature per aerei.